# Plana de Fahs
La plana de Fahs és una plana que s'estén a l'entorn de la ciutat d'El Fahs, a la governació de Zaghouan, a Tunísia, en direcció nord-est seguint la vall del Miliana fins a enllaçar amb la plana de Mornag. La llacuna salada o sabkha de Koursia es troba en aquesta plana i és una de les llacunes més al nord de Tunísia; el sòl, per tant, té una salinitat major del que caldria esperar. Té una llargada d'uns 25 km i una amplada de 20 km. El clima és mediterrani amb pluges a la primavera i tardor i sec a l'estiu. El uadis de la zona s'assequen a l'estiu i les napes freàtiques s'exploten intensament. A l'est passa l'aqüeducte de Zaghouan que portava aigua del Djebel Zaghouan, muntanyes que marquen el seu límit oriental. La seva altura està pràcticament sempre per sota dels 80 metres.